# Station Rognac
Station Rognac is een spoorwegstation in de Franse gemeente Rognac.